# Comune urbano di Kaunas
Il comune urbano di Kaunas è uno dei 60 comuni della Lituania, situato nella regione dell'Aukštaitija.